# Jason Freese
Jason Jeremy Freese (Orange County, 12 gennaio 1975) è un polistrumentista statunitense, fratello del batterista Josh Freese.
Segue il gruppo dei Green Day nei concerti ed ha suonato il sassofono nell'album American Idiot del 2004.
Ha collaborato anche con Goo Goo Dolls, Joe Walsh, Liz Phair, Zebrahead, The Mighty Mighty Bosstones, Queens of the Stone Age, Avenged Sevenfold e Weezer.